# North American FJ-2/-3 Fury
Los North American FJ-2/-3/-4 Fury fueron una serie de cazas embarcados en servicio con la Armada y el Cuerpo de Marines de los Estados Unidos. Basados en el F-86 Sabre, la serie FJ fue diseñada con alas plegables y, finalmente, con un tren de aterrizaje bajo el morro diseñado para incrementar el ángulo de ataque durante el aterrizaje y absorber el golpe en los aterrizajes sobre la pista de vuelo de un portaaviones. A pesar de compartir la designación con su distante predecesor, el FJ-1 Fury, el FJ Fury es un avión totalmente diferente.

## Desarrollo
El Fury es la variante naval del North American F-86 Sabre. Curiosamente, el North American FJ-2 Fury cierra un círculo, ya que el propio F-86 Sabre era una variante del caza naval FJ-1 Fury, un reactor con alas rectas. El FJ-1 fue el primer caza naval a reacción que operó desde un portaaviones, entrando en servicio en 1948 con el escuadrón VF-51. La carrera del FJ-1 fue muy breve al quedar rápidamente obsoleto, y pronto la Armada solicitó a North American navalizar algunos F-86E y someterlos a pruebas.

### FJ-2
Para 1951, los cazas de alas rectas operados por la Armada estadounidense eran claramente inferiores a los MiG-15 soviéticos, de alas en flecha, que operaban en la guerra de Corea, y los cazas más modernos diseñados para la misma, incluyendo al F7U Cutlass y al F9F Cougar, aún no estaban listos para su construcción. Como una solución transitoria, se compraron tres F-86 con equipamientos específicos de la Armada y un fuselaje reforzado. Los tres comenzaron los vuelos de pruebas en diciembre de 1951, bajo la designación XFJ-2. Finalmente fue puesto en producción como FJ-2, pero la construcción fue retrasada debido a la prioridad de la demanda de "Sabres" en Corea, así que no llegó a producirse en masa hasta la finalización del conflicto. Para entonces, debido al débil engranaje del morro y al gancho para aterrizajes en los Fury, la Armada prefirió el F9F Cougar por su desempeño superior a bajas velocidades, ideales para operaciones embarcadas, y los 200 FJ-2 construidos fueron entregados al Cuerpo de Marines.

### FJ-3

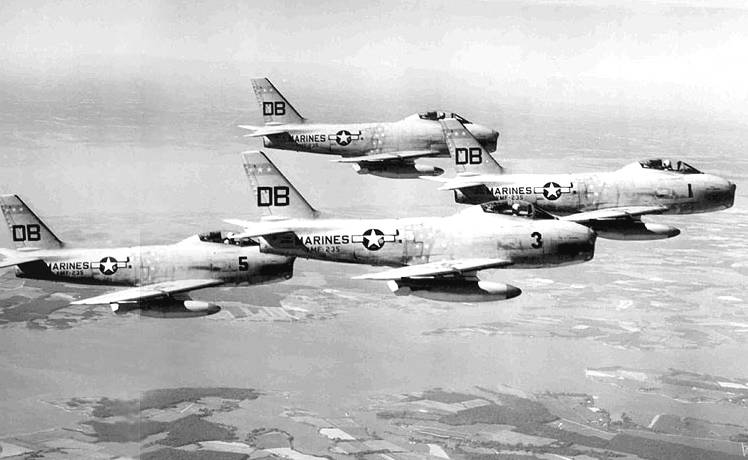
FJ-3 del VMF-235 en 1957.

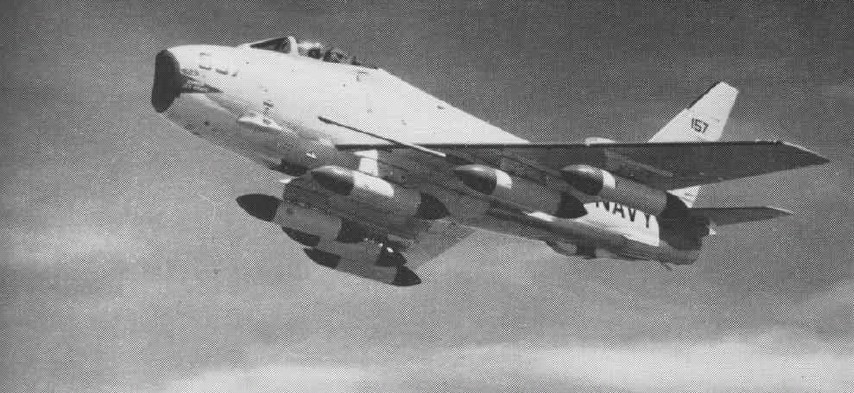
Un FJ-4B con seis contenedores de cohetes LAU-3/A en 1957.

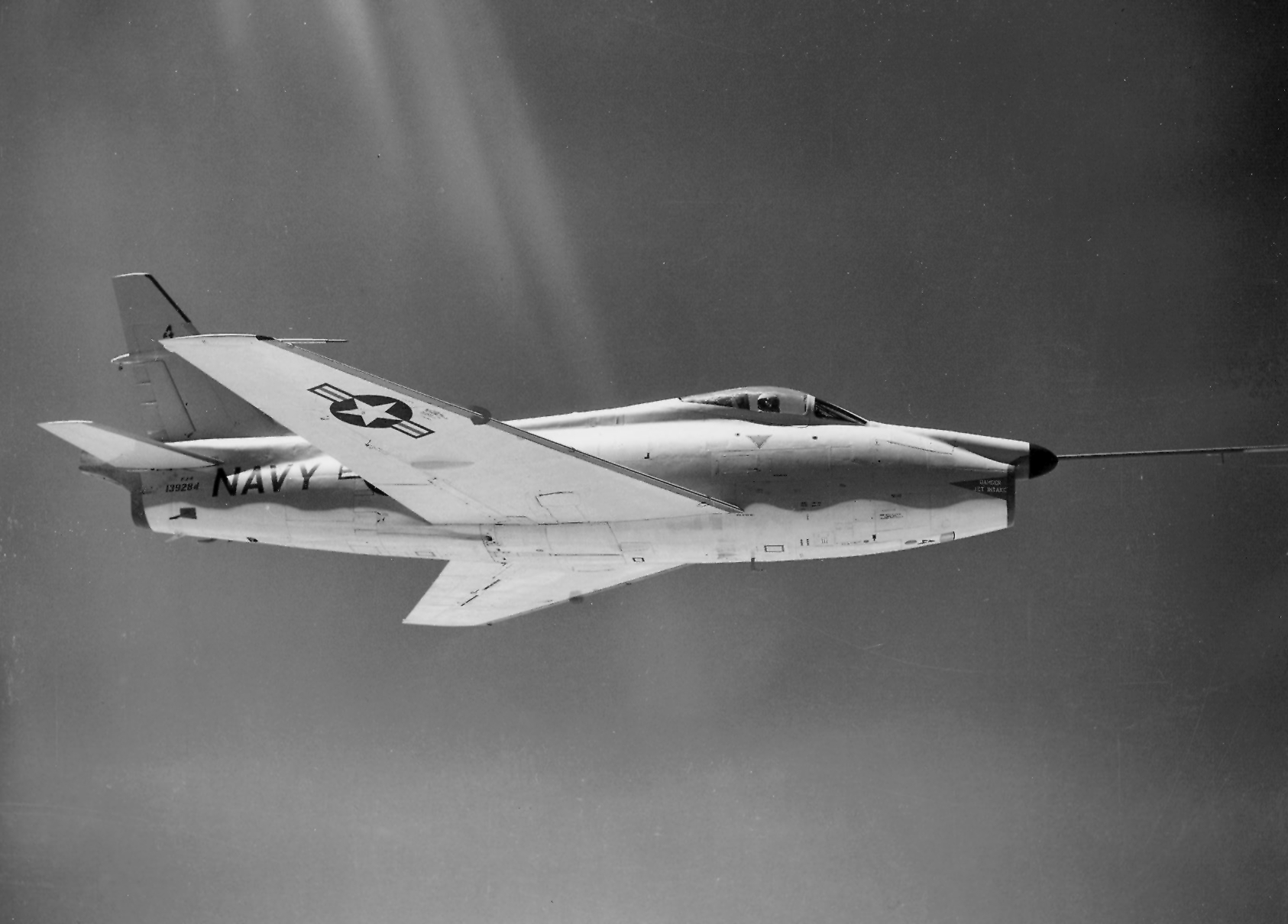
Prototipo del FJ-4F con un motor cohete adicional.

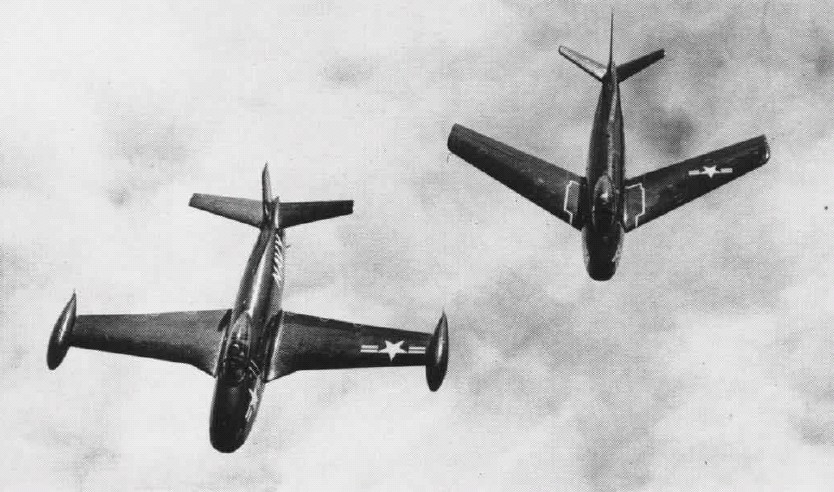
FJ-1 volando junto a un FJ-2 en 1952.

El desarrollo del FJ-3, que estaba propulsado por el nuevo turborreactor Armstrong Siddeley Sapphire, construido bajo licencia, realizó su primer vuelo en julio de 1953. Las entregas comenzaron en septiembre de 1954, y se unieron a la flota en mayo de 1955. Un FJ-3 fue el primer caza en aterrizar en la cubierta del súper portaaviones USS Forrestal (CV-59) en 1956. Un total de 538 FJ-3 fueron construidos, incluyendo los 194 FJ-3M, con capacidad para portar los misiles aire-aire AIM-9 Sidewinder. Algunos fueron modificados luego para controlar misiles "Regulus" y como blancos no tripulados para los F9F-6K Cougar. En 1955, la Armada adquirió el nuevo diseño de ala probado exitosamente en los F-86F, con espacio extra para combustible, y en 1956 dotó a todos los FJ-3 con capacidad de reabastecimiento en vuelo.

#### Redesignación
Cuando el nuevo sistema de designación fue adoptado en 1962, el FJ-3 pasó a llamarse F-1C, el FJ-3M pasó a llamarse MF-1C, el FJ-3D pasó a llamarse DF-1C, y el FJ-3D2 pasó a llamarse DF-1D.

### FJ-4
El FJ-4 fue la cuarta modificación de Fury, con vistas a prestar servicio principalmente con el USMC, y por tanto con mejoras en las capacidades de ataque. La versión final de la serie Fury fueron el FJ-4 y el FJ-4B, que poseían importantes mejoras sobre las versiones anteriores. La capacidad de carga de combustible interno fue incrementada. La cola y las alas fueron modificadas para obtener mayor control y estabilidad durante las operaciones en portaaviones y el tren de aterrizaje fue ensanchado. Las entregas comenzaron en febrero de 1955, y, excepto por un escuadrón de la armada que entrenaba a los pilotos del FJ-4B, estos Fury fueron usados sólo por el Cuerpo de Marines. El FJ-4B era una versión caza-bombardero, capaz de cargar armamento en pilotes bajo las alas, incluyendo armas nucleares tácticas. Un total de 152 FJ-4 y 222 FJ-4B fueron producidos.

#### Redesignación
Cuando el nuevo sistema de designación fue adoptado en 1962, el FJ-4 pasó a llamarse F-1E, y el FJ-4B pasó a llamarse AF-1E. Estos últimos sirvieron en unidades de la Reserva Naval de los Estados Unidos hasta finales de los años 60.

## Variantes
XFJ-2
Aviones de pruebas y evaluación, tres construidos.
FJ-2 Fury
Aviones de caza y bombardero de un solo asiento, equipados con alas plegables; propulsado por un turborreactor General Electric J47-GE-2; 200 construidos.
FJ-3 Fury (después de 1962, F-1C)
Versión de cazabombardeo de un solo asiento, propulsada por el más potente motor turborreactor J65-W-4 de 34,7 kN (7800 lbf) o 34 kN (7650 lbf); 538 construidos.
FJ-3M Fury (después de 1962, MF-1C)
Versión mejorada del FJ-3, con la capacidad de transportar misiles aire-aire AIM-9 Sidewinder; 194 FJ-3 convertido a este estándar.
FJ-3D (después de 1962, DF-1C)
Conversiones a aviones de control para misiles Regulus SSM-N-8 y blancos no tripulados KDU.
FJ-3D2 (después de 1962, DF-1D)
Conversiones a aviones de control para aviones no tripulados de F9F-6K Cougar.

## Operadores
Estados Unidos
- Cuerpo de Marines de los Estados Unidos
- Armada de los Estados Unidos

## Especificaciones

### Características generales
- Tripulación: Uno (piloto)
- Longitud: 11,1 m (36,4 ft)
- Envergadura: 11,9 m (39 ft)
- Altura: 4,2 m (13,8 ft)
- Superficie alar: 31,5 m² (338,6 ft²)
- Peso vacío: 5992 kg (13 206,4 lb)
- Peso cargado: 9130 kg (20 122,5 lb)
- Peso máximo al despegue: 10 750 kg (23 693 lb)
- Planta motriz: 1× turborreactor General Electric J47.
  - Empuje normal: 34 kN (3467 kgf; 7644 lbf) de empuje.

### Rendimiento
- Velocidad máxima operativa (Vno): 1090 km/h (677 MPH; 589 kt)
- Alcance: 1530 km (826 nmi; 951 mi)
- Alcance en ferry: 3250 m (10 663 ft)
- Techo de vuelo: 14 300 m (46 916 ft)
- Régimen de ascenso: 38,9 m/s (7657 ft/min)

### Armamento
- Cañones: 

  - 4x Colt Mk 12 de 20 mm
- Misiles: 

  - 4x AIM-9 Sidewinder

## Aeronaves relacionadas

### Desarrollos relacionados
- North American FJ-1 Fury
- North American FJ-1 Fury
- North American F-100 Super Sabre

### Aeronaves similares
- McDonnell F2H Banshee
- Grumman F9F Cougar
- Republic F-84F Thunderstreak
- Dassault MD 452 Mystère II
- Supermarine Swift
- Mikoyan-Gurevich MiG-15
- Mikoyan-Gurevich MiG-17

### Secuencias de designación
- Secuencia NA-_ (interna de North American): ← NA-176 - NA-177 - NA-178 - NA-179 - NA-180 - NA-181 - NA-182 - NA-183 - NA-184 - NA-185 - NA-186 - NA-187 - NA-188 -- NA-191 - NA-192 - NA-193 - NA-194 - NA-195 - NA-196 - NA-197 - NA-198 - NA-199 -- NA-212 - NA-213 - NA-214 - NA-215 - NA-216 - NA-217 - NA-218 -- NA-225 - NA-226 - NA-227 - NA-228 - NA-229 - NA-230 - NA-231 →
- Secuencia F_J (Cazas de la Armada estadounidense, 1922-1962 (North American, 1937-1962)): FJ-1 - FJ-2/3 - FJ-4
- Secuencia F-_ (Cazas estadounidenses, 1962-presente): F-1 (C/D, E/F) - F-2 - F-3 - F-4 →